# Världsmästerskapet i schack för damer

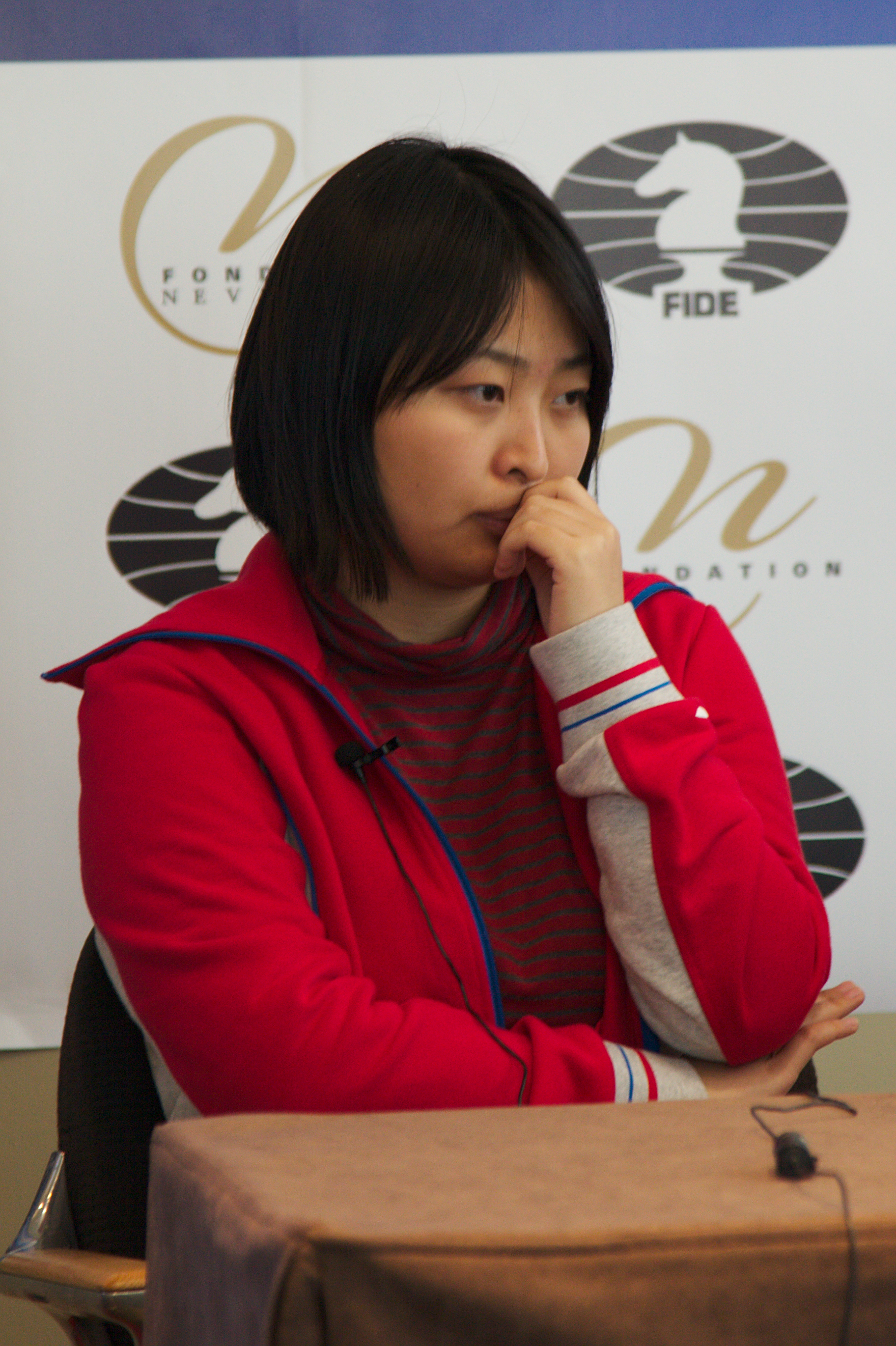
Regerande världsmästarinnan Ju Wenjun (sedan 2018) vid en presskonferens 2013.

Världsmästerskapet i schack för damer är en mästerskapstävling i schack som riktar sig enbart till kvinnliga spelare. Första gången det spelades om denna världsmästartitel var 1927. Mellan 2000 och 2018 har världsmästarinnan i huvudsak korats via knock out-turneringar.
Det finnas också ett öppet världsmästerskap som riktar sig till både damer och herrar, och världsmästerskap för juniorer, seniorer och datorer.

## Världsmästare genom åren
| Namn                   | År        | Nation                                               |
| ---------------------- | --------- | ---------------------------------------------------- |
| Vera Menchik-Stevenson | 1927–1944 | Ryssland (i exil) / Tjeckoslovakien / Storbritannien |
| Ingen                  | 1944–1950 | Andra världskriget                                   |
| Ljudmila Rudenko       | 1950–1953 | Sovjetunionen                                        |
| Elisaveta Bykova       | 1953–1956 | Sovjetunionen                                        |
| Olga Rubtsova          | 1956–1958 | Sovjetunionen                                        |
| Elisaveta Bykova       | 1958–1962 | Sovjetunionen                                        |
| Nona Gaprindashvili    | 1962–1978 | Sovjetunionen                                        |
| Maia Tjiburdanidze     | 1978–1991 | Sovjetunionen                                        |
| Xie Jun                | 1991–1996 | Kina                                                 |
| Susan Polgar           | 1996–1999 | Ungern                                               |
| Xie Jun                | 1999–2001 | Kina                                                 |
| Zhu Chen               | 2001–2004 | Kina                                                 |
| Antoaneta Stefanova    | 2004–2006 | Bulgarien                                            |
| Xu Yuhua               | 2006–2008 | Kina                                                 |
| Alexandra Kosteniuk    | 2008–2010 | Ryssland                                             |
| Hou Yifan              | 2010–2012 | Kina                                                 |
| Anna Ushenina          | 2012–2013 | Ukraina                                              |
| Hou Yifan              | 2013–2015 | Kina                                                 |
| Mariya Muzychuk        | 2015–2016 | Ukraina                                              |
| Hou Yifan              | 2016–2017 | Kina                                                 |
| Tan Zhongyi            | 2017–2018 | Kina                                                 |
| Ju Wenjun              | 2018–     | Kina                                                 |